# Sosipatra anthophila
Sosipatra anthophila är en fjärilsart som beskrevs av Dyar 1925. Sosipatra anthophila ingår i släktet Sosipatra och familjen mott. Inga underarter finns listade i Catalogue of Life.